# Lúcio Cornélio Cipião Asiático Asiageno
Lúcio Cornélio Cipião Asiático Asiageno (em latim: Lucius Cornelius Scipio Asiaticus Asiagenus) foi um político da família dos Cipiões da gente Cornélia da República Romana eleito cônsul em 83 a.C. com Caio Norbano Balbo. Asiageno era bisneto de Cipião Asiático, cônsul em 193 a.C., e um dos mais proeminentes políticos da facção dos populares. 

## Primeiros anos
Asiático foi um magistrado monetário ("monetalis") em 106 a.C. e, em 100 a.C., estava entre os senadores que lideraram o ataque ao tribuno Lúcio Apuleio Saturnino. Dez anos depois, serviu como legado na Guerra Social e conseguiu escapar do cerco de Isérnia antes de ser capturado pelos italianos rebelados contra Roma liderados pelo general Vécio Escatão. 
Em 88 a.C., foi admitido no Colégio de Áugures no lugar de Marco Emílio Escauro, o príncipe do senado morto no ano anterior. Em 85 a.C., serviu como propretor na província da Macedônia, lutando contra diversas tribos ilírias e trácias. Saqueou o Santuário de Delfos.

## Consulado (83 a.C.)
Em 83 a.C., Asiático foi eleito cônsul com Caio Norbano e os dois organizaram um exército para tentar impedir a marcha de Sula, que havia acabado de desembarcar em Brundísio com seus veteranos e estava tentando reunir seus aliados da facção dos optimates, contra a capital romana, sob o comando dos populares desde o final de 87 a.C..
Nesta campanha, os dois cônsules decidiram liderar seus próprios exércitos na Campânia. Assim, enquanto Cipião montou seu acampamento perto de Teano, Norbano seguiu para Cápua. Sula atacou primeiro o exército de Norbano, que, às custas de cerca de 7 000 homens, conseguiu se refugiar no interior da muralha de Cápua. Em seguida, ele marchou até Teano e propôs uma trégua a Cipião, que rapidamente aceitou na esperança de ganhar tempo para coordenar suas forças com as de Norbano e de Quinto Sertório. Contudo, quando Cipião acreditou estar pronto para romper a trégua com Sula, seu exército, que já vinha se confraternizando com os veteranos dele, se revoltou alegando que seu próprio general havia rompido um armistício ilegalmente e desertou em massa para o campo de Sula.
| “ | ...neste ínterim, os soldados dos dois campos se misturaram; os de Sula, premiados por seu general com bastante dinheiro, convenceram os recrutas, já sem muita convicção de combater, em meio às libações, que melhor seria se fossem companheiros e não inimigos. Sertório, em vão, exortou o general para que ele encerrasse esta perigosa reunião. Contudo, o acordo, que parecia próximo, não aconteceu; Cipião denunciou a trégua. Mas Sula defendeu que era tarde demais e que o tratado já estava firmado; e, por isto, os soldados de Cipião, sob o pretexto de que seu general havia rompido ilegalmente uma trégua, passaram em massa para as fileiras inimigas. A cena terminou com um abraço geral, que contou com o apoio dos oficiais do exército revolucionário. | ” |
|   | — Theodor Mommsen, Storia di Roma Vol. VI, Cap. 9, Par. 17. |   |

Sula então obrigou Cipião a se render, a renunciar ao seu próprio cargo de cônsul e o deixou seguir livre. No momento em que seu viu livre, Cipião renegou todas as suas promessas, reassumiu as insígnias de seu consulado e tentou, sem sucesso, reconstruir seu exército. No ano seguinte, Cipião estava entre os proscritos de Sula, mas, em virtude do poder de sua própria família, conseguiu se salvar seguindo para um exílio em Massília, onde morreu em data desconhecida.
Teve uma filha que se casou com Públio Séstio. Cícero elogiou sua habilidade oratória.